# Kumarevo, Vranje
Kumarevo (izvirno srbsko Кумарево) je naselje v Srbiji, ki upravno spada pod Mesto Vranje; slednja pa je del Pčinjskega upravnega okraja.

## Demografija
V naselju živi 224 polnoletnih prebivalcev, pri čemer je njihova povprečna starost 37,3 let (37,3 pri moških in 37,3 pri ženskah). Naselje ima 79 gospodinjstev, pri čemer je povprečno število članov na gospodinjstvo 3,58.
To naselje je, glede na rezultate popisa iz leta 2002, večinoma srbsko.
|  |

| Demografija | Demografija     | Demografija     |
| Leto        | Št. prebivalcev | Št. prebivalcev |
| ----------- | --------------- | --------------- |
|             |                 |                 |
|             |                 |                 |
|             |                 |                 |
|             |                 |                 |
| 1948        | 494             |                 |
| 1953        | 474             |                 |
| 1961        | 458             |                 |
| 1971        | 260             |                 |
| 1981        | 298             |                 |
| 1991        | 306             | 292             |
| 2002        | 288             | 283             |
|             |                 |                 |

| Etnična sestava po popisu iz leta 2002 | Etnična sestava po popisu iz leta 2002 | Etnična sestava po popisu iz leta 2002 | Etnična sestava po popisu iz leta 2002 | Etnična sestava po popisu iz leta 2002 |
| -------------------------------------- | -------------------------------------- | -------------------------------------- | -------------------------------------- | -------------------------------------- |
| Srbi                                   | Srbi                                   |                                        | 281                                    | 99,29%                                 |
| Črnogorci                              | Črnogorci                              |                                        | 1                                      | 0,35%                                  |
| Jugoslovani                            | Jugoslovani                            |                                        | 1                                      | 0,35%                                  |
| Neznano                                | Neznano                                |                                        | 0                                      | 0,0%                                   |